# Vinhedo
Vinhedo es un municipio brasileño en el interior del estado de São Paulo. Se localiza a una latitud 23º01'47" sur y a una longitud 46º58'31" oeste, estando a una altitud de 725 metros. Su población estimada en 2010 era de 63 685 habitantes, de las cuales 61 688 viven en el área urbana y 1997 en el área rural. Son 43 804 electores y 94 secciones electorales. 
La ciudad posee 11 agencias bancarias.
El área del municipio es de 81,956 km².